# Huevocartoon
Huevocartoon Producciones es un estudio de animación mexicano fundado en 2001. Cuenta en su mayor parte con animaciones producidas para el público adulto, y también son creadores de las películas: Una película de huevos, Otra película de huevos y un pollo, Un gallo con muchos huevos, Un rescate de huevitos, Huevitos congelados y, fuera de la saga, Marcianos vs. mexicanos, donde los personajes, unos huevos antropomórficos, realizan sátiras sobre diversos aspectos culturales y sociales de un modo humorístico e irreverente. La compañía fue creada en noviembre de 2001 en conjunto por los hermanos Gabriel Riva-Palacio Alatriste y Rodolfo Riva Palacio-Alatriste, con colaboración de Rodolfo Riva Palacio Velasco (padre de ambos) y Carlos Zepeda Chehaibar. Cuenta con dos sedes en el país, la principal está ubicada en la Ciudad de México, donde actualmente producen solamente sus cortos para internet, series y se desarrollaron sus primeras cuatro películas, y la segunda está ubicada en Querétaro, Querétaro, en donde hacen ahora sus producciones cinematográficas bajo la tecnología del CGI.

## Características
El tipo de humor utilizado en las animaciones del estudio es de un estilo muy particular mexicano: pícaro, burlón y con una buena medida de doble sentido; hace burla de estereotipos como el borracho, el macho mexicano, el político, y muchos otros más. Entre las animaciones más populares se encuentran: Los Poeta Huevos, Los Huevos Rancheros y El Huevo Filósofo.
El sitio Huevocartoon.com.mx surgió como uno de los primeros proyectos de La Comunidad Huevo, una empresa de animación y producción fundada por Gabriel Riva Palacio Alatriste, Rodolfo Riva Palacio Alatriste, Rodolfo Riva Palacio Velasco y Carlos Zepeda Chehaibar en noviembre de 2001. Oficialmente, el sitio se abrió al público el 6 de enero de 2002, y en los primeros tres meses se habían llegado ya a los 3 millones de visitas. Hacia finales de 2004, el sitio tenía ya una afluencia de 230,000 visitas diarias. La empresa que inició con tan solo dos computadoras, creció muy rápidamente sobrepasando las expectativas de sus propios creadores.
El humor latino de la primera cinta recaudó el primer fin de semana una nueva cifra récord para el cine mexicano: 34 millones de pesos (2,4 millones de dólares), fijando un nuevo récord. La segunda película fue además la selección oficial para inaugurar el Festival Internacional de Cine de Guadalajara.
En 2010, la firma de auditoría internacional Ernst&Yong reconoció a los fundadores nominándolos en el programa "Entrepreneur of the year" en su primera edición en México.

## Películas
- Una Película de Huevos: En 2006, con un presupuesto de 1.5 millones de dólares e incrementando su planta de 25 a 100 dibujantes y animadores, la empresa se preparaba para lanzar su primer largometraje. La película animada, donde el humor característico fue bajado un poco de tono para ser apto para todos los públicos, se convirtió también en un éxito instantáneo recaudando un millón de asistentes en su primer fin de semana de exhibición. Fue estrenada el día 21 de abril.

- Otra Película de Huevos y un Pollo: El 20 de marzo de 2009, se estrenó en México la segunda producción para cine del estudio. Cuenta la historia de Toto, un pollo recién nacido que debe aprender a ser independiente y descubre el valor de la amistad desinteresada. En esta producción participaron más de 450 personas entre animadores, creativos, músicos, editores y otros artistas.

- Un gallo con muchos huevos: Lanzada en 2015, pero a diferencia de las entregas anteriores, esta se animó totalmente en computadora siendo así el primer largometraje del estudio en 3D, pero la cual también fue un gran éxito taquillero colocándose así en el primer lugar de la cual se mantuvo así por muchas semanas convirtiéndola en una de las películas mexicanas más taquilleras de la historia.

- Marcianos vs. mexicanos: El regreso del estudio a la animación 2D, pero ahora con un largometraje para los adolescentes y adultos fuera de la saga oval, ya que la película no es adecuada para los niños, que fue estrenada en 2018 y término siendo un fracaso tanto crítico como financiero.

- Un rescate de huevitos: El cuarto largometraje de la exitosa saga oval y la segunda hecha en animación 3D que tuvo su estreno durante 2021. Colocándose nuevamente en su primer fin de semana como un gran éxito taquillero dentro de la industria nacional, aunque muy lejos de lo recaudado por sus antecesoras.

- Huevitos congelados: El quinto largometraje de la saga fue estrenado en 2022, cuyo estreno se realizó por medio de la plataforma Vix.

- Rock Bottom: El primer largometraje original 3D del estudio que será una coproducción con el estudio español 3Doubles Producciones y que contará la historia de un cavernícola que tendrá que aprender varias lecciones de entre ellos el verdadero significado de la fuerza. Se espera que se estrene a finales del 2026.[5]

### Personajes
- Toto: Toto es un huevo serio pero muy compasivo que intenta vivir como tal, por lo que tendrá que jugarse mucho la vida por buenos sus amigos en un desierto lleno de peligros.
- El Huevo-Brujo: Es una piedra con forma de huevo. Ambicioso, solitario, muy malhumorado y algo infantil, con una gran habilidad mágica. De corazón negro y marchito, tiene grandes poderes que lo hacen muy soberbio.
- Bibi: Bibi es una huevita cuyo hogar es un escenario en un parque de diversiones. Para los humanos es un huevo utilizado para hacer malabarismos, pero en realidad es una muy talentosa acróbata. Es la novia de Willy.
- Tocino: Es una tira de tocino atolondrado, sensible y mudo, pero muy servicial y amistoso que se comunica con gestos.
- Confi: Es un huevo anteriormente destruido y relleno de confetti. Hace mucha parodia a los hippies y a los drogadictos. Es muy, muy desorientado y despistado, aunque es un muy buen amigo, casi nunca traicionaría a sus amigos.
- La Hueva-Lencha: Es una huevita de tierra de aspecto norteño que hace alusión a la comediante "Doña Lencha". Es una de las huevitas que ayudan a Toto y a sus amigos a ocultarse del Huevo-Brujo.
- El Viejo Huevo de Halcón: Es muy viejo, pero no deteriorado, de 75 años de edad. Vive en lo alto de una montaña, en medio del desierto, y hace referencia al dalái lama o al esterotípico "sabio del monte".
- Coco: Huevo de cocodrilo tierno y muy amable al que le gusta mucho el teatro.
- Iguano: Huevo de iguana, amigo de Coco. Es de aspecto "cavernícola" y tiene una inteligencia muy, muy baja, pero con gran fuerza. Tiene de utilería un gran mazo con picos.
- Huevay II: Huevo de chocolate que parodia mucho al humano de la raza negra y se derrite al estar al sol.
- Huevos de escorpión: Son unos huevos de aspecto "punk" que se dedican mucho a servir al Huevo-Brujo.
- Serp: Huevo de serpiente que trató de matar a Toto y sus amigos, pero que al final Coco se harta demasiado de él diciendo que nunca sería como su padre y lo arroja por los aires hasta caer en frente de los tlacuaches.
- Willy: Es el huevo vigía del huevo líder. Frecuenta los chistes de doble sentido y es demasiado bromista, pero con gran miedo a la soledad. Es muy, muy hablador y presumido, haciendo que Toto casi no lo soporte. Tocino lo describió como un "Sargento-hablador-enamorado". Es el novio de Bibi.

## Series
- Huevo Kids: En 2011, la compañía lanza su primera serie web de animación, con la distinción de estar orientada a un segmento infantil, donde los protagonistas son unos niños Huevos, que viven en un refrigerador y por medio de operaciones matemáticas resuelven sus problemas que se presentan en cada uno de los episodios.

- Fábrica de Huevos: En 2013, y esta vez orientada un público más adulto, en conjunto a TV Azteca, los hermanos Riva Palacio llevan a cabo por primera vez su primera producción con actores donde se cuentan sketches en el que parodian a aquellos mexicanos que se van a vivir a los Estados Unidos en busca de una vida mejor. Además, se hacía el uso de animación híbrida y mostraban parte de sus cortos animados que habían producido hasta ese momento.

- Los Reyes de la Colonia se Van al Mundial: Con motivo de la Copa Mundial de Fútbol de 2014, nuevamente se alían con TV Azteca para lanzar una serie de cortos animados protagonizados por una familia mexicana en la que buscan la forma de irse todos en el avión hacia Brasil. Es la primera producción de la compañía en mucho tiempo en usar un elenco de humanos en lugar de los famosos huevos, aparte estos personajes serían reutilizados más tarde para la película Marcianos vs. mexicanos en 2018.

- The Huevocartoon Late Night Show: Después de 4 años sin realizar una producción televisiva y a modo de presentar sus cortos más recientes e inéditos al puro estilo de House of Mouse, en 2018, por medio de la cadena Cine Latino, se estrena esta miniserie de 6 capítulos en la cual hay un anfitrión distinto que presenta el programa.

- Los Lopeggs: En junio de 2021, en la plataforma de streaming, Pantaya, se lanza esta serie a modo de sitcom, que narra las aventuras de una familia latina, donde después de que el esposo es despedido decide abrir un negocio de comida a bordo de un camión de tacos.

- Lolo y Pau: En noviembre de 2021, en la plataforma de streaming, Pantaya, estrenan su segunda serie con enfoque hacia a un público preescolar en la que esta vez dos hermanos sueñan con lo que serán de grandes y también se trata de la primera producción de todo el estudio en la que no es protagonizada por huevos o humanos, si no que el elenco sería enteramente de animales antropomórficos.

- Los Colorado: En mayo de 2024, se anunció vio Instagram que están desarrollando junto a Grupo Chespirito una nueva adaptación animada televisiva de El Chapulín Colorado donde ahora el protagonista al lado de su familia se enfrentarán a nuevos enemigos.

## Sketches

### Personajes
- Poeta Huevos: Son una pequeña parodia a William Shakespeare. Son tres huevos que usan traje medieval: Ferdinand (robusto, de capa y sombrero lila con rayas amarillas), Rododendro (de cabello recogido y capa guinda) y Gabrelle (pequeño, con capa y gorro azules). Ellos ejecutan varias tomas en las que recitan poesía al público, concluyendo cada toma con la palabra "¡Salud!". Si en la primera toma se notan muy elegantes y de carácter serio, de la segunda en adelante, se ven cada vez más ebrios debido a que en cada escena consumen alcohol, aludiendo a un juego de palabras en la palabra "toma" (Toma 1, Toma 2, Toma 3, etc.). Estando ebrios, confunden mucho sus versos poéticos alterándolos con cómicas palabras alburescas, y a veces comienzan a realizar cosas algo ofensivas y ridículas que no coinciden con las tomas anteriores hasta que caen rendidos por el exceso de alcohol que consumen. Ellos son los protagonistas principales. Ferdinand fue uno de los tres finalistas en Egg Brother V.I.P, y ganó solo porque Rododendro y Gabrelle lo ayudaron a ganar dejando caer una luz sobre el Huevo Filósofo.

- Huevos Rancheros: Basado en el platillo del mismo nombre, los episodios son de dos huevos de aspecto ranchero, llamados Chema y Chava, que son de carácter notablemente homosexual, pero casi siempre mostrando lo contrario con su conocida frase: "¿Somos "machos", qué no?". Los dos utilizan frases de doble sentido que se suelen malinterpretar con frecuencia. Ej.: "¿Por qué mejor no nos vamos a chupar... una botella de tequila?" / "Présteme su pistola y agárreme el rifle."

- Tenorio e Inés: Parodiando a la obra Don Juan Tenorio de José Zorrilla, La historia básica explica que el Tenorio (Juan) trata de recitar poesía a su amada Inés, que es una hueva muy insensible, hipócrita y violenta que siempre interrumpe los poemas con frecuencia. Se hace alusión al fragmento más famoso de la obra:  ¿No es verdad, ángel de amor, que en esta apartada orilla la luna más pura brilla y se respira mejor?

- Huevo Filósofo: Llamado a veces "Huevo de Pascua", es un huevo pintado con líneas de colores, psicodélico, despistado y muy amistoso que vive con la bandera "del amor y de la paz". En ocasiones es ridículo, altanero, charlatán e impertinente. Le encanta fumar hierbas exóticas y llama a todos con el nombre de "carnal". Tiene la habilidad de levitar.

- Huevo Zen: Es un huevo de orígenes orientales vestido con karategi que supuestamente está para enseñar artes marciales y meditación junto con su asistente Lee-Mong-Shu-Pao, un limón de aspecto infantil. Huevo Zen casi siempre busca métodos de meditación de "Huevo Equilibrado" pero nunca lo consigue, porque es muy, muy cascarrabias y es a menudo interrumpido. Algunas veces, habla palabras altisonantes dichas rápidamente.

- Huevos Albañil: Basado en el platillo del mismo nombre, los Huevos al Albañil son dos huevos de clase muy baja, lenguaje simple y perezosos que no hacen nada importante. Ambos se llaman Filoteo Ramón, se hablan con el nombre de "maistro". A veces, se tuvo la oportunidad de cortejar a algunas chicas, pero nunca lo consiguen y el intento siempre termina en fracaso.

- Huevos Bongó: Son un dúo de huevos cubanos dedicados al ocio en la playa. Ellos inician una simple charla con la frase "Oye, Chico..." y son capaces de transformar esa simple charla en una gran canción caribeña con la ayuda de sus bongós.

- El Huevasesino: Es considerado un villano por los demás huevos, pero en realidad es una persona bastante pacífica que quiere hacer amigos pero, por alguna extraña razón, todos terminan asesinándolo o insultándolo injustamente. Este huevo viste una máscara hockey de plata y carga con él un cuchillo de utilería (parodia a Jason Voorhees).

- Huevitos en el Espacio: Parodiando a "Viaje a las Estrellas", los personajes y sus nombres están completamente basados en los personajes de dicha serie. Estos huevos tienen la misión de viajar en su nave espacial para descubrir nuevos objetos ocultos o combatir con enemigos de una manera cómica.
  1. Jim Huirk, capitán (Parodia de James T. Kirk): Es quien toma todas las decisiones y el que demuestra ser muy valiente y muy leal a su equipo, aunque sea insistente en algo ya aprendido.
  2. Señor Huok, primer oficial (Parodia de Spock): Es de color verde ligero y de orejas puntiagudas (aspecto familiar de Spock). Es el cerebro del grupo y el que da las mejores instrucciones.
  3. Kie-Hue-Bo-Ta, sargento (Parodia de Nyota Uhura): El único miembro femenino del equipo y traductora de otros idiomas.
  4. Dr. Huevoy, médico (Parodia de Leonard McCoy): El científico del equipo. Es un poco despistado que inventa cosas para completar las misiones. Siempre está preocupado por los demás.
  5. Señor Hulu, piloto (Parodia de Hikaru Sulu): Es de aspecto infantil y un poco tonto al seguir las órdenes de su capitán.
  6. El alienígena Klinup, co-piloto: Es de color café y habla un complicado idioma alienígena (que es realmente inglés) que solo Kie-Hue-Bo-Ta puede entender.

- Chente Huevox: Parodia política a Vicente Fox y a su gobierno del sexenio 2000-2006. Huevox es muy amable y servicial con la gente, aunque sea un poco despistado que responde con palabras muy simples. Huevox siempre tendrá que depender de su esposa llamada Martita, que es mucho más lista que él y que le ayudará si Huevox se equivoca en algo. Otro personaje que interactúa mucho con Huevox es una parodia a Fidel Castro.

- Huevo Encadena: Parodiando a Oscar Cadena, el programa de Los Rincones de los Huevos de Encadenate.

- Tío Gamborimbo: Parodiando a Ramiro Gamboa, el Tío Gamborimbo no es un huevo, sino un personaje muy maloliente de lo cual se supone que está hecho de desperdicio humano. Sus dos asistentes son Salchiquita, un pene servicial y alburero, y Anolín, un trasero infantil y muy pacífico. El Tío Gamborimbo tiene cierto sentido del humor y talento de cantante, y en su show cuenta chistes y monólogos o hace entrevistas a otros personajes de Huevocartoon. En otros episodios, es Salchiquita quien protagoniza en anuncios publicitarios sobre cosas bastante inútiles. El humor del Tío Gamborimbo es mucho más vulgar que el de otros personajes, ya que éste no tiene censura. El Tío Gamborimbo también se considera "tío de todo el mundo", ya que nombra a todos con el nombre de "sobrino".

- Huevilin Manson: Es una parodia a Marilyn Manson traga un pollo en la boca.

- El Dr. Frankendemente e Igor/Eggor: Es una parodia a Frankenstein de Mary Shelley. El Dr. Frankendemente y su asistente Igor/Eggor tratarán de construir al Huevo Monstruoso para espantar a la gente y de llevar problemas, pero siempre faltará algo, todo saldrá mal por culpa de Igor/Eggor.

- El huevo Santa: Una parodia de Santa Claus. Es un huevo muy amargado, descortes y serio que da muchos malos regalos de bajo costo a los niños pues, según él, ellos casi nunca se portan bien. Nunca ha entrado por las chimeneas de las casas cuando entrega los regalos. En su taller, sus duendes ayudantes casi no trabajan. Sólo tiene un reno de apariencia muy hambrienta: Rodolfo.

- Osama Bin Huevo: Parodiando a Osama Bin Laden, Osama Bin Huevo habla inglés con subtítulos, tratando de insultar a los videntes en su idioma mientras que en los subtítulos se dicen cosas muy diferentes que no concuerdan con sus palabras. Osama tiene varias esposas a las cuales tortura, una de ellas llamándose Lapelliscus

- Huebond: Parodiando a James Bond de 007.

- Egg Brother VIP: Concurso parodiando a Big Brother donde los personajes más conocidos de Huevocartoon tratan de convivir en un refrigerador.
  1. Chava, uno de los Huevos Rancheros.
  2. Inés, la amada no correspondida del Huevo Tenorio.
  3. El Huevasesino.
  4. La Huevita Spirs, parodiando a Britney Spears, de actitud "fresa" y amistosa.
  5. El Maestro Huevo-Zen.
  6. El Huevo Filósofo (Pascua).
  7. La sargento Kie-Hue-Bo-Ta, de "Huevitos en el Espacio".
  8. Filoteo Ramón, uno de los Huevos Albañiles.
  9. El Tío Gamborimbo.
  10. Ferdinand, uno de los Poeta Huevos.

- Los Super Huevos: Son un grupo de superhéroes que conforman "la Hueva de la Justicia", parodiando a La Liga de la Justicia.
  1. Huevo de Acero (parodia de Supermán): El líder, considerado "papá" del grupo; es muy noble, valiente, altruista y fiel a la ley y a los ciudadanos que lo necesitan, sin embargo, los demás héroes lo consideran presumido, exagerado y un idiota. Como Supermán, tiene habilidad de volar y otros superpoderes.
  2. Batido (parodia de Batman): El "tipo serio" del grupo con varios problemas mentales que vinieron de varias traumas que tuvo al ver la muerte de sus padres (referencia al origen de Batman). Acude a clases de terapia y no soporta a sus compañeros, principalmente al Huevo de Acero, ya que es muy, muy cascarrabias y grita fuerte muy seguido. Habla con acento español castellano.
  3. Huevo Maravilla (parodia de Robin): Es el fiel compañero de Batido, lo trata como si fuera su hermano mayor o su padre, pese a que él (Batido) lo maltrate. Al igual que el Robin original, Maravilla siempre usa la palabra "Santos..." al decir una exclamación. Su personalidad infantil y muy amistosa es contraria a la de Batido, que es adulta y muy seria.
  4. Qué Maravilla de Hueva (parodia de La Mujer Maravilla): Es muy presumida, algo frívola y deseosa de ser tratada decentemente. Tiene acento de Argentina. No tiene mucha intervención en los episodios.
  5. Rapidín (parodia de Flash): Su personalidad es casi similar a la del Huevo Maravilla, sólo que es mucho más nervioso. Tiene el poder de supervelocidad.
  6. Araña el Huevo (parodia de Spider-Man): Él es un huevo casi intolerable en especial por roncar y un poco odioso, pero también le llegan muchas buenas ideas con las cuales los súper huevos pagan las consecuencias. Tiene poderes de una araña.
  7. El Huevo Ardiente (parodia de la Antorcha Humana): Él es un huevo que viene de intercambio del grupo de los Cuatro Huevos Fantásticos su torpeza llega a los límites a la que los integrantes, en especial Batido, quieren tirarle extinguidor por quemar la ropa. Sus poderes son la dominación del fuego.
  8. Dr. Bannegg/El Huevototote (parodia de Bruce Banner/El Increíble Hulk): Su personalidad es extremadamente agresiva cuando se transforma en vez de volverse verde irradia luz radiactiva verde. Sus poderes son la súper fuerza.
  9. Foco Verde (parodia de Linterna Verde): Su personalidad es casi a la de un drogadicto que casi siempre quiere calamar a todos con sus polvitos o sus pastillas, nadie sabe por qué lo aceptaron si no tiene poderes; en su vestimenta tiene un foco verde en la cabeza y un anillo que él dice que se lo dieron huevos intergalácticos, pero en realidad se lo ganó en una piñata.
  10. El Huevo Elástico (parodia de Reed Richards): Su personalidad es casi similar a la del Huevo De Acero , sólo que es mucho más honrado. Tiene el poder de estirarse.
  11. El Huevo Invisible (parodia de El hombre invisible): Es el único súper huevo que tuvo una relación con Que Maravilla de Hueva. Odia mucho al Huevo de Acero por accidentalmente violarlo cuando intento meterse con ella.

- Huevos a la Política: Son episodios que parodian a los candidatos para la Presidencia de México en las elecciones del 2012.
  1. Quique Qué Pena Nieggto (parodia de Enrique Peña Nieto): Candidato de los Huevos "Primitivos"-Partido Vida Ecológica de México parodiando del PRI-PVEM. Es de personalidad interesada y algo egoísta, y lo define su gran copete el cual presume mucho de él, de hecho, le encanta el gel para cabello, por lo cual es apodado "Gel-boy" o "El Copetes". Es incapaz de hablar inglés, y se hace el interesado cuando le hacen una pregunta que no quiere responder.
  2. El Pejehuevo (parodia de Andrés Manuel López Obrador): Candidato de los Huevos "Perrededores", Partido del Trabado y Movimiento Sanguinario parodiando del PRD, PT y MC. También llamado "AMLOVE (Pejeamor)", es el candidato más inteligente y calculador de carácter muy serio. Cuando se sienta contradicho, llamara a su guarda-espaldas "Brutus" para que él resuelva todo, pues siempre afirma que el amor es lo mejor, pese a usar la "fuerza bruta".
  3. Huevas-que-es Mota-fina (parodia de Josefina Vázquez Mota): Candidata de los Huevos "Tan Azules" parodiando del PAN. Es de actitud muy despistada, infantil y algo cómica. Al igual que el Huevo Filósofo, usa drogas inhalantes. Se expresa mucho con palabras sencillas, y una que otra frase de albur, es decir, se toma literalmente las preguntas.
  4. El Huevo Cuadriculado (parodia a Gabriel Quadri): Candidato de la "Hueva Alianza" parodiando de Nueva Alianza. Es el candidato que menos aparece en la serie. Tiene la personalidad contraria a Quique Qué-Pena Nieggto: no se peina ni usa gel, es inteligente y muy serio, usa camisa a cuadros y habla muy bien el inglés.

## Productos
Desde 2002, la agencia de licenciamiento Tycoon Enterprises se ha encargado de expandir y comercializar la marca. Realizando convenios con diversas compañías se introdujeron diversos productos (incluyendo tarjetas para regalos, envolturas para regalos, peluches, playeras, películas en DVD, tonos para celular, ropa interior y pijamas) para promover la marca Huevocartoon.